# 돈두셰니

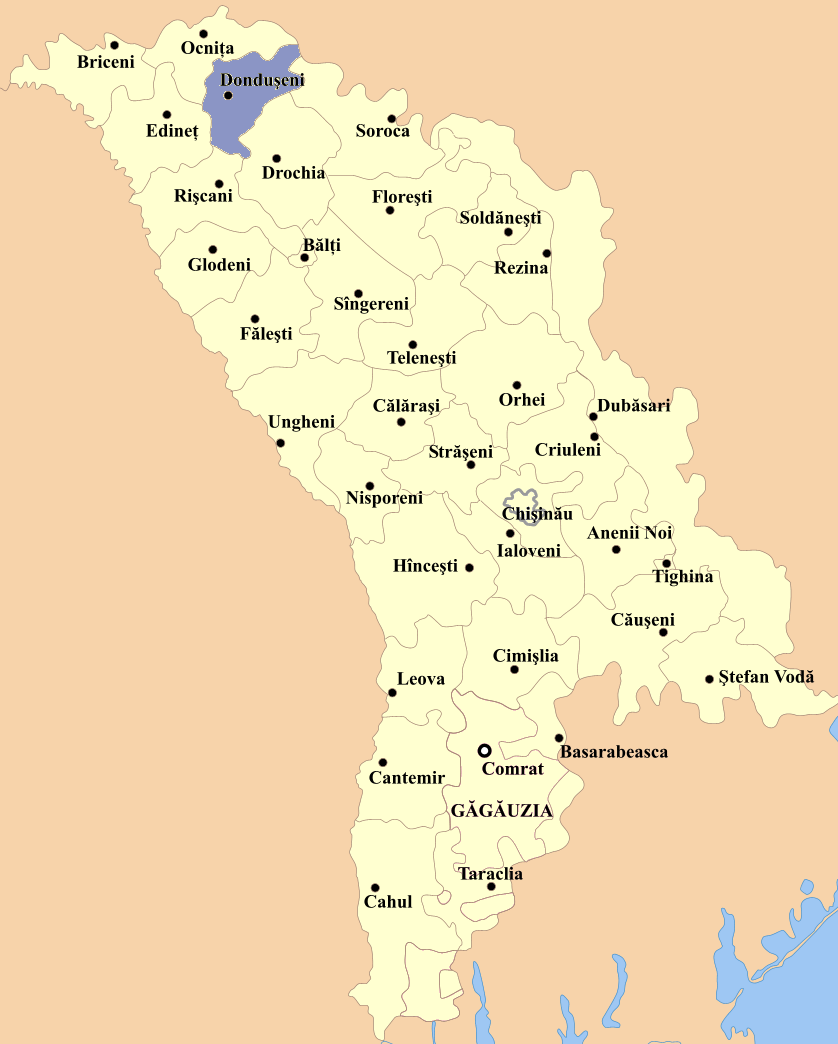

돈두셰니(루마니아어: Dondușeni)는 몰도바 북부에 위치한 도시로 돈두셰니 구의 행정 중심지이며 높이는 218m, 인구는 10,700명(2012년 기준)이다.